# Stanislav Janiš
Stanislav Janiš (ur. 9 października 1958) – słowacki polityk i inżynier, przewodniczący klubu poselskiego SDKÚ-DS (2006–2010).

## Życiorys
W 1983 ukończył studia na wydziale budownictwa Wyższej Szkoły Technicznej w Koszycach. Pracował jako kierownik budowy, od 1994 był wicedyrektorem szpitala uniwersyteckiego w Martinie. W 1999 został dyrektorem urzędu miejskiego tej miejscowości. Od 1990 działał w Ruchu Chrześcijańsko-Demokratycznym, następnie zaś w Słowackiej Koalicji Demokratycznej i SDKÚ. Od 2002 pełnił mandat posła do Rady Narodowej, w latach 2006–2010 był przewodniczącym klubu poselskiego SDKÚ-DS. W 2012 nie został ponownie wybrany.